# 試製対空戦車 ソキ
試製対空戦車 ソキ（しせいたいくうせんしゃ ソキ）は大日本帝国陸軍（日本陸軍）が第二次世界大戦中に開発した対空戦車である。搭載火砲は20mm機関砲を連装としたソキ砲II型であり、ソキ車とも呼ばれる。

## 開発史
日本陸軍は1930年代から航空機の発展に伴って対空戦闘の行える車輛を模索していた。自動貨車や半装軌車への機関砲の搭載を経て、1941年（昭和16年）3月には九八式軽戦車を基とし、試製対空戦車 タセが開発された。しかし、この車輛は射撃試験において、陣地に据砲された機関砲よりも公算誤差が2倍となり、命中精度に劣った。また射手の射撃態勢に無理が多く、発射速度も増大させ難かった。これらを総合してタセ車は不採用となった。
ただし、戦車部隊に随伴して航空攻撃に即応できる車輛の開発は断念されなかった。銅金義一中佐が中心となって開発した二式二〇粍高射機関砲を連装とし、射弾の多さで航空機に対抗しようとするアイデアが提示された。ベースとなった車輛は九八式軽戦車である。1941年（昭和16年）に開発が開始され、1943年（昭和18年）12月には第一次改修が完了した。1944年（昭和19年）3月に完成が予定された。
1944年に試作車が完成し、射撃機能と実用の試験が行われたが、制式採用されることはなく量産には至らなかった。

## 構造

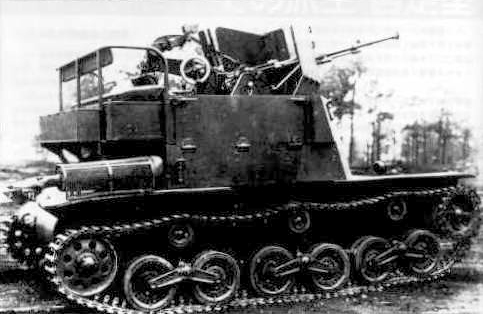
側面後方。

基礎となった車体は九八式軽戦車である。車体上部構造は原型から大きく変更されている。本車は砲塔を撤去し、操縦室正面上部を大きく上方へ延長、車体側面から袖部にかけてもフェンダーいっぱいまで拡幅した上に丈を伸ばして戦闘室を構成している。この戦闘室は連装機関砲の下部と砲手席、装填手席をある程度覆っている。また戦闘室側面の延長された装甲板は蝶番によって一部開放でき、開放した際には乗員の作業の足場となった。戦闘室後方は機関室上に張り出しており、シートと手すりが設けられている。このシートの下は弾薬が収容された。
この戦闘室の中央部分に防楯付きのソキ砲II型を搭載した。これは二式二〇粍高射機関砲を並列に連装としたもので、揺架以上の構造は九八式高射機関砲とおおむね同じである。この連装機関砲は、砲架によって360度の旋回が可能だった。発射速度は毎分300発、有効射高は約2,000mである。防楯の一部は蝶番によって可動し、砲の俯仰の妨げとならないよう配慮されている。砲手はソキ砲II型の真後ろの砲手席に座り、砲に追従して360度旋回、照準した。
機関には統制型一〇〇式ディーゼルエンジンを使用し、130馬力を出力した。変速機は前進4段、後進1段である。原型となった九八式軽戦車は時速50km/hを発揮した。
本車の基礎となった九八式軽戦車は、平滑な装甲板を溶接によって組み合わせており、一部に鋲接を用いて被弾時の防御力を維持していた。溶接技術に劣ったための工夫であった。本車の写真からも構造に溶接が多用されていることが観察できる。

## 登場作品
『War Thunder』
日本陸軍ツリーの対空車輌So-Kiとして登場。